# Riel Picatinny

Medidas del riel Picatinny, en milímetros.

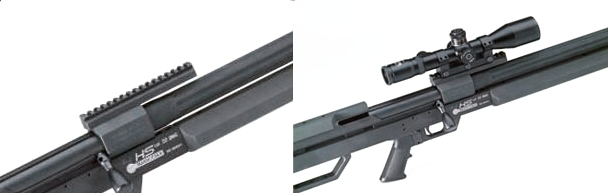
Riel Picatinny en un Steyr HS50, con mira telescópica.

El riel Picatinny, igualmente conocido como riel MIL-STD-1913 o riel STANAG 2324, es un accesorio utilizado en algunas armas con el fin de obtener una plataforma de montaje estándar para accesorios tales como miras telescópicas, apuntadores láser, linternas, bipodes, etcétera.

## Historia
Su nombre proviene del Picatinny Arsenal ubicado en Nueva Jersey, donde fue originalmente probado y utilizado, siendo denominado así para distinguirle de otros rieles estándares de la misma época.